# Pasterze
Pasterze – najdłuższy lodowiec w Alpach Wschodnich położony na obszarze Parku Narodowego Wysokie Taury w Austrii.

## Topografia
Lodowiec Pasterze jest położony we wschodniej części masywu Großglockner w kraju związkowym Karyntia i schodzi w kierunku południowo-wschodnim na obszarze Parku Narodowego Wysokie Taury (Nationalpark Hohe Tauern). Pasterze jest najdłuższym lodowcem w Austrii oraz w Alpach Wschodnich i dziewiątym pod względem długości lodowcem w Alpach. Spod lodowca wypływa rzeka Möll.
Lodowiec Pasterze jest lodowcem rodzaju alpejskiego dolinnego, zgodnie z klasyfikacją WGI jest to lodowiec wypustowy, zespołowy, o czole w kształcie rozszerzającej się stopy (typ. 412). Lodowiec ma kilka izolowanych pól firnowych i rozpoczyna się na wysokości 3700 m n.p.m., czoło lodowca na wysokości 2070 m n.p.m. (1975), a jego długość to 9,4 km (1975). Powierzchnia lodowca wynosiła w 1969 oraz 1975 19,78 km², natomiast w 2013 16,28 km², w sezonie 2014/2015 regresja lodowca wyniosła średnio 54,4 metra. W tym samym czasie grubość lodowca zmniejszyła się o 6,9 m.

## Turystyka
Do lodowca prowadzi asfaltowa Alpejska Droga Wysokogórska Großglockner (Großglockner Hochalpenstraße). Na jednym z mutonów lodowca znajduje się schronisko Oberwalder (2972 m n.p.m.).

## Historia
W okresie małej epoki lodowej lodowiec sięgał w dół poza próg Margaritze (2000 m n.p.m.), obecnie znajduje się na nim zapora wodna, tworząca sztuczny zbiornik zaporowy Margaritze. W 1856 lodowiec oglądał cesarz Franciszek Józef I. Dla upamiętnienia tego wydarzenia miejsce, w którym był cesarz oraz do którego wtedy sięgał lodowiec, nazwano Kaiser-Franz-Josefs-Höhe. Do końca lat 20. XX wieku zasięg lodowca wyznaczał próg Elisabethfelsen (2156 m n.p.m.), przed którym obecnie znajduje się jezioro Sandersee. Po II wojnie światowej z Kaiser-Franz-Josefs-Höhe została zbudowana kolej szynowa do czoła lodowca, którą obecnie dzieli od czoła lodowca kilkadziesiąt metrów różnicy przewyższenia.

## Toponimia
Nazwa Pasterze pochodzi najprawdopodobniej z języka słoweńskiego i oznacza miejsce odpowiednie do wypasu owiec.